# Kiekerörova
Kiekerörova är en kulle i Finland. Den ligger i Enontekis i landskapet Lappland, i den norra delen av landet, 900 km norr om huvudstaden Helsingfors. Toppen på Kiekerörova är 391 meter över havet.
Terrängen runt Kiekerörova är huvudsakligen platt. Trakten runt Kiekerörova är nära nog obefolkad, med mindre än två invånare per kvadratkilometer. Närmaste större samhälle är Hetta, 10,1 km nordost om Kiekerörova. 